# Владас Заянчкаускас
Владас Заянчкаускас (лит. Vladas Zajančkauskas; 27 грудня, 1915, Литва — 5 серпня 2013, США) — військовий злочинець, відповідальний за знищення Варшавського гетто.

## Біографія
Народився і виріс в Литві. Служив в армії незалежної Литви, а після її анексії СРСР в 1940 році — в Червоній армії. Невдовзі після початку Німецько-радянської війни потрапив у німецький полон, а в 1942 році добровільно перейшов до них на службу. Заянчкаускас проходив ідеологічну підготовку у нацистів і отримував за свою службу заохочення, наприклад, відпустку додому.
Як пізніше було встановлено обвинуваченням, у 1943 році він був командиром підрозділу, котрий тримав облогу навколо Варшавського гетто під час придушення повстання.
В. Заянчкаускас визнав, що направлена у Варшаву група з концтабору у Травниках стояла на варті навколо Варшавського гетто, не даючи можливості євреям втекти, охороняла площу, де полонені очікували відправлення у трудові та концентраційні табори, проводила перевірки приватних будинків для пошуку євреїв, вступала у сутички з бійцями спротиву і брала участь у розстрілах євреїв.
Після закінчення війни йому вдалось певний час переховуватися в Австрії, у 1950 році — емігрувати до США і у 1956 році отримати американське громадянство. У анкеті В. Заянчкаускас вказав, що не допомагав нацистам у роки Другої світової війни.
У США він, разом із дружиною, проживав у місті Саттон, штат Массачусетс, і до пенсії працював на заводі.
У 2005 році, згідно з рішенням суду у Бостоні, Владас Заянчкаускас був позбавлений американського громадянства. Суддя визнав, що у документах на отримання громадянства Заянчкаускас повідомив неправдиві дані. У 2007 році суд ухвалив депортувати до Литви 91-річного іммігранта, котрий при отриманні громадянства приховав факти про свою участь у знищенні нацистами Варшавського гетто у 1943 році. За оцінкою судді, Заянчкаускас, спільно з іншими солдатами, скоїли «жахливі злочини», зокрема, вбивства та зґвалтування.
У липні 2013 року В. Заянчкаускас все ще перебував у США, оскільки жодна країна, у тому числі й Литва, не захотіла його прийняти.
Помер Владас Заянчкаускас 5 серпня 2013 року у США.

## Зноски
1. ↑  #07-619: 08-16-07 Massachusetts Man Who Helped Carry Out WWII Nazi Mass Murder of Jews in Poland is Ordered Deported (англ.). Министерство юстиции США. AUGUST 16, 2007. Архів оригіналу за 15 серпня 2021. Процитовано 2015-8-4.
2. ↑  Queens ex-Nazi still in NYC (англ.). NY Daily News. 30 липня 2013,. Архів оригіналу за 15 серпня 2021. Процитовано 2015-8-4. {{cite web}}: Cite має пустий невідомий параметр: |description= (довідка)Обслуговування CS1: Сторінки з посиланнями на джерела із зайвою пунктуацією (посилання)
3. ↑  Vladas Zajanckauska Obituary - Sutton, Massachusetts (англ.). Tributes. Архів оригіналу за 15 серпня 2021. Процитовано 2015-8-4.